# Орнавасо
Орнавасо (итал. Ornavasso) је насеље у Италији у округу Вербано-Кузио-Осола, региону Пијемонт.
Према процени из 2011. у насељу је живело 3056 становника. Насеље се налази на надморској висини од 215 м.

## Становништво
Према резултатима пописа становништва 2011. у општини је живело 3.407 становника.
| 1931. | 1936. | 1951. | 1961. | 1971. | 1981. | 1991. | 2001. | 2011. |
| ----- | ----- | ----- | ----- | ----- | ----- | ----- | ----- | ----- |
| 2.174 | 2.215 | 2.645 | 2.861 | 3.018 | 3.276 | 3.302 | 3.231 | 3.407 |

## Партнерски градови
- Naters